# Corynomalus quadrimaculalus
Corynomalus quadrimaculalus is een keversoort uit de familie zwamkevers (Endomychidae). De wetenschappelijke naam van de soort werd in 1848 gepubliceerd door Wilhelm Ferdinand Erichson.